# Wolf Hall
Wolf Hall är den inledande romanen i Hilary Mantels trilogi om Tudortiden i England ur Thomas Cromwells perspektiv. Romanen belönades med Bookerpriset, vilket även uppföljaren För in de döda gjorde. Mantel blev därmed tredje författare och första kvinna att motta priset två gånger. Den utsågs till årets bästa bok, och The Observer inkluderade den i listan över de tio bästa historiska romanerna någonsin.